# Petre Maxim
Petre Maxim este un canoist⁠(d) român de sprint retras din activitate, care a concurat la sfârșitul anilor 1960 și începutul anilor 1970. A câștigat două medalii de aur în proba de C-2 10.000 m la Campionatele Mondiale de canoe sprint ICF⁠(d), în 1966⁠(d) și 1970⁠(d).

## Palmares internațional
| Campionat Mondial⁠(d)  | Campionat Mondial⁠(d)    | Campionat Mondial⁠(d) | Campionat Mondial⁠(d) |
| An                    | Loc                     | Medalie              | Competiție           |
| --------------------- | ----------------------- | -------------------- | -------------------- |
| 1966⁠(d)               | Berlinul de Est ( RDG ) | Aur                  | C2 10 000 m          |
| 1970⁠(d)               | Copenhaga ( Danemarca)  | Aur                  | C2 10 000 m          |
| Campionat European⁠(d) |                         |                      |                      |
| An                    | Loc                     | Medalie              | Competiție           |
| 1967⁠(d)               | Duisburg ( RFG)         | Aur                  | C2 10 000 m          |

## Distincții
- Medalia „Meritul Sportiv” clasa I (25 octombrie 1966) „pentru rezultatele deosebite obținute în competițiile sportive internaționale, precum și pentru contribuția valoroasă adusă la dezvoltarea culturii fizice și sportului în țara noastră”[3]